# Зелёный Луг (Кемеровская область)
Зелёный Луг — посёлок в Новокузнецком районе Кемеровской области. Входит в состав Центрального сельского поселения.

## География
Центральная часть населённого пункта расположена на высоте 237 м над уровнем моря. На юге граничит с селом Сарбала.

## Население
| 2010 |
| ---- |
| 168  |

### Половой состав
По данным Всероссийской переписи населения 2010 года, в посёлке Зелёный Луг проживало 168 человек (78 мужчин, 90 женщин).

## Инфраструктура
В посёлке действует социально-реабилитационный центр для несовершеннолетних «Виктория».